# Матеріальне право
Матеріа́льне право — сукупність норм системи права, що безпосередньо регулюють суспільні відносини і сукупність галузей права, в яких основний акцент робиться на встановлення прав і обов'язків суб'єктів.
Термін «матеріальне право» використовується в юриспруденції як поняття, що позначає такі правові норми, за допомогою яких держава здійснює вплив на суспільні відносини шляхом прямого, безпосереднього правового регулювання.
Норми матеріального права закріплюють форми власності, юридичне становище майна та осіб, встановлюють правовий статус, підстави і межі юридичної відповідальності і т. д.
Матеріальне право нерозривно пов'язане з процесуальним правом. Їх можна розглядати як юридичні категорії, що виражають єдність двох сторін правового регулювання: безпосередньої юридичної регламентації суспільних відносин і процесуальних форм судового захисту цих відносин.
Деякі галузі матеріального права
1. конституційне право
2. муніципальне право
3. адміністративне право
4. фінансове право
5. господарське право
6. цивільне право
7. житлове право
8. митне право
9. аграрне право
10. сімейне право
11. екологічне право
12. трудове право
13. кримінальне право